# شعار جمهورية داغستان
شعار جمهورية داغستان - جنبا إلى جنب مع العلم والنشيد الوطني هي من الرموز الرسمية لجمهورية داغستان، التي اعتمدها البرلمان الداغستاني في 20 أكتوبر سنة 1994م.

## الوصف
شعار جمهورية داغستان هو درع أبيض على شكل القرص والذي في منتصفه صورة النسر الذهبي. وتعلوها صورة الشمس الذهبية على شكل القرص، وتحدها زخرفة حلزونية.
في قاعدة الدرع توجد صورة ملونة بلونين الأبيض والذهبي للجبال المغطاة بالثلوج والسهول والبحر وفي الخرطوش – «المصافحة». ومن جانبي الشعار يوجد شريط أخضر نقش عليه «جمهورية داغستان» بأحرف بيضاء.
تحيط النصف العلوي للدرع شريط ذهبي وفي النصف السفلي شريطان: على اليسار بلون أزرق وعلى اليمين بلون أحمر.
شعار داغستان يعكس الوحدة السياسية والتاريخية والثقافية لأكثر من 30 فئة عرقية ذات الصلة التي تشكل منطقة صغيرة في شمال القوقاز.
النسر في الرمز الوطني تعني السلطة، والسيادة. والنسر من أكثر الحيوانات احتراما لدى شعوب داغستان، والذي تجسد الحرية والاستقلال والشجاعة والعزة والمثابرة، والتحمل. وهو رمز لشعوب داغستان التي تعرف بالعزة الوطنية، والانفتاح، والود وحسن الضيافة. تعكس وتعزز نفس المعاني: «المصافحة». فهي تنقل الحرارة بأحسن تحية «السلام عليكم».
الشمس في شعار الجمهورية تمثل الحياة، ومصدر الحياة وقوة الحياة، والضوء، والثروة، والخصوبة، وفرة.

## الجدول التاريخي لشعار داغستان
| تاريخ الاعتماد | الوصف                                               | صورة الشعار |
| -------------- | --------------------------------------------------- | ----------- |
| 1860           | شعار داغستان أوبلاست.                               |             |
| 1919           | شعار إمارة القوقاز الشمالي.                         |             |
| 1921           | شعار جمهورية داغستان السوفيتية الاشتراكية المستقلة. |             |